# Trichogramma mullensi
Trichogramma mullensi är en stekelart som beskrevs av Pinto 1999. Trichogramma mullensi ingår i släktet Trichogramma och familjen hårstrimsteklar. Inga underarter finns listade i Catalogue of Life.